# Dottie Dodgion

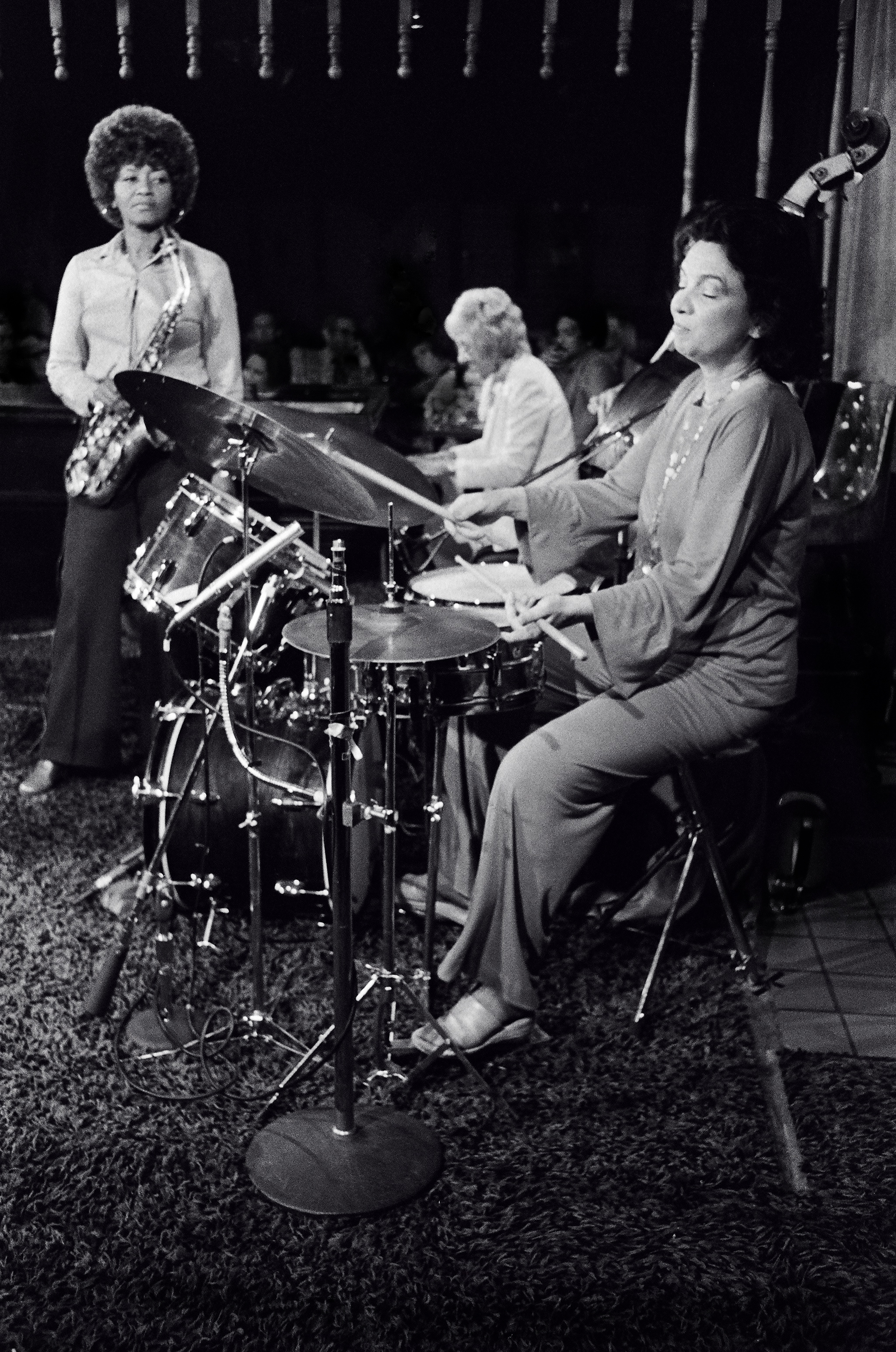
Dottie Dodgion am Schlagzeug (1977)

Dorothy Rosalie „Dottie“ Dodgion (geborene Giaimo, * 23. September 1929 in Brea, Kalifornien; † 17. September 2021 in Pacific Grove, Kalifornien) war eine US-amerikanische Jazzsängerin und -Schlagzeugerin.

## Leben und Wirken
Dottie Dodgion, die sizilianische Wurzeln hat, ist die Tochter eines professionellen Schlagzeugers, der sie unterrichtete. Als Sängerin ist sie Autodidaktin; sie sang zu Beginn ihrer Karriere bei Charles Mingus und Nick Esposito. 1950 heiratete sie den Bassisten Monty Budwig, 1952 den Altsaxophonisten Jerry Dodgion. Sie begann professionell mit dem Schlagzeugspiel, als sie auf einer Tournee eines Komikers, in dessen Programm sie sang, strandete. In den folgenden zwei Jahrzehnten arbeitete sie als freischaffende Musikerin in Las Vegas und ab 1961 in New York, u. a. mit Benny Goodman (1961), der Billy Mitchell-Al-Grey-Band, Wild Bill Davison, Al Cohn/Zoot Sims, Marian McPartland (1964) und Ruby Braff.
Nach ihrer Scheidung zog sie Mitte der 1970er Jahre nach Kalifornien, wo sie ihre Karriere als Studiomusikerin (u. a. in The Today Show und in der Dick Cavett Show) fortsetzte. Von 1976 bis 1978 war sie musikalische Leiterin des Jazzclubs Rogue & Jar in Washington D.C.; 1978 war sie als Schlagzeugerin auf dem ersten Woman's Jazz Festival in Kansas City tätig. Ab 1979 lebte sie wieder in New York, wo sie 1980 mit Melba Liston spielte, bevor sie 1984 nach Kalifornien zurückkehrte und sich erneut als Sängerin betätigte. Für das Label Arbors Records, für das sie als Begleitmusikerin tätig war, nahm sie 1994 unter eigenem Namen auf, begleitet von Jackie Coon und Johnny Varro. Im Bereich des Jazz war sie zwischen 1972 und 2000 an sieben Aufnahmesessions beteiligt, mit Ruby Braff und Marian McPartland ebenso wie mit Wild Bill Davison. Letzte Aufnahmen entstanden 2000, als sie als Schlagzeugerin bei  Larry Vuckovichs Album Young at Heart: Saluting Lester Young, Count Basie, Charlie Parker mitwirkte. Auch trat sie auf dem Monterey Jazz Festival auf.

## Diskographische Hinweise
- Dottie Dodgion Sings (Arbors, 1994)
- This Is What I'm Here for (Envirophonic Records, 2003)

## Lexikalischer Eintrag
- Wayne Enstice & Janis Stockhouse: Jazzwomen: Conversations With Twenty-One Musicians, Volume 1. Bloomington: Indiana University Press, 2004.
- Leonard Feather, Ira Gitler: The Biographical Encyclopedia of Jazz. Oxford University Press, New York 1999, ISBN 0-19-532000-X.